# 兵庫県道547号横坂下徳久線
兵庫県道547号横坂下徳久線（ひょうごけんどう547ごう よこさかしもとくさせん）は、兵庫県佐用郡佐用町を通る一般県道である。

## 概要
佐用郡佐用町横坂から佐用郡佐用町下徳久に至る。

### 路線データ
- 起点：佐用郡佐用町横坂（国道373号交点）
- 終点：佐用郡佐用町下徳久（兵庫県道53号宍粟下徳久線交点）
- 総延長：4.756 km

## 地理

### 通過する自治体
- 佐用郡佐用町

### 交差する道路
| 交差する道路             | 交差する場所 | 交差する場所 |
| ------------------------ | ------------ | ------------ |
| 国道373号                | 横坂         | 起点         |
| 兵庫県道53号宍粟下徳久線 | 下徳久       | 終点         |

### 沿線
- E2A 中国自動車道
  - 11 佐用IC
  - 10-2 佐用JCT
- 佐用スターリゾートゴルフ倶楽部